# Baricz Katalin
Baricz Katalin  (egyik-másik könyvén Baricz Kati) (Lengyeltóti, 1948. szeptember 21. –) magyar divatfotós, fotóművész.

## Élete
Szülei földművesek voltak. Apja, Baricz Ferenc a Nyárád völgyéből katonaként került a Dunántúlra. Anyja, Horváth Erzsébet szemesi halászcsaládból származik. Két testvére van.
12 évesen jó bizonyítványáért egy BOX gépet kapott szüleitől ajándékba, azóta fotografál. Képeivel 1974-ben szerepelt először kiállításon, fotóit azóta számos magazin közölte. Baricz Katit a legtöbben divatfotósként ismerik, hiszen sokáig szinte kizárólag divatfotóit publikálta. Képeivel 1974-ben szerepelt először kiállításon, fotóit azóta számos magazin közölte.
Tizennyolc évesen ment el Budapestre. Képesítése: fényképész szakmunkás. 1967–74 között a Magyar Filmlaboratórium Vállalat laboránsa volt, majd 1981 óta tagja a Magyar Fotóművészek Szövetségenek. 1976. és 1982. között a FŐFOTÓ műszaki előadója lett, ahol az amatőröket oktatta is.
1982 óta szabadfoglalkozású fotográfus. A fotográfia számos műfajában tevékenykedett professzionális módon.
Sokáig dolgozott magazinoknak, készített divatképeket, ezek készítésekor is a maga örömét kereste, a saját elképzeléseit, koncepcióit követte. Előfordult, hogy a készült képek végül nem jelenhettek meg, mert nem követte a kapott utasításokat.
Divatfotói éppoly egyéni megoldásúak, mint emberábrázoló kreatív fotográfiái vagy szociofotói. Tankönyveket is írt kezdő fotóamatőrök számára.
Egyszerűen Ember a címe nyolcadik könyvének, amelyben a félig magyar, félig osztrák származású színésznő, Coco König is kiemelt szerepet kapott. A 2012-ben készített portréképre a Jutalomjáték című film rendezője, Edelényi János is felfigyelt egy újságcikkben, és azonnal meglátta Cocóban a tökéletes Dorottyát, filmjében főszerepet kapott.
Példaképe André Kertész fotóművész.
Nyugdíjazása óta visszatért a szülőföldjére.

## Egyéni kiállítások
- 1979 • Fotógaléria, Salgótarján
- 1984 • Budapesti Műszaki Egyetem R-Klub, *Budapest • Művelődési Ház, Hőgyész
- 1985 • Nyári Galéria, Fonyód • Helikon Galéria, Budapest
- 1986 • Fotógaléria, Szolnok
- 1988 • Fészek Galéria, Budapest
- 1989 • Bielsko Biala • Subotica
- 1990 • Stralsund • Dorottya u.-i Galéria, Budapest
- 1996 • Mai Manó Galéria, Budapest
- 1997 • Miró Galéria, Budapest • Budapesti Fotóklub, Budapest (gyűjt.).

## Válogatott csoportos kiállítások
- 1987, 1988 • Nagybaracskai Fotográfiai Alkotótelep
- 1988 • Fotoforum, München
- 1988 • L'Immagine delle Donne, Siena, Italy
- 1998 • Az identitás elismerés, Mappin Art Gallery, Sheffield
- 1999 • Identitás és környezet, Kortárs Művészeti *Múzeum/Ludwig Múzeum, Budapest
- 2007 • IX. Állami Művészeti Díjazottak kiállítása, Olof Palme Ház, Budapest.

## Díjak
- 1983 Székely Aladár-díj
- 1998 Balogh Rudolf-díj
- 2002 Nikon-díj
- 2005 Magyar Fotográfiai Nagydíj
- 2006 Fotóművészeti Alkotói Nagydíj (MAOE)
- 2007 Érdemes művész
- 2012 Somogy Polgáraiért Díj
- 2016 Fonyód Díszpolgára díj

## Művek közgyűjteményekben
Magyar Fotográfiai Múzeum, Kecskemét.